# Westhausen (Badenia-Wirtembergia)
Westhausen – miejscowość i gmina w Niemczech, w kraju związkowym Badenia-Wirtembergia, w rejencji Stuttgart, w regionie Ostwürttemberg, w powiecie Ostalb, siedziba związku gmin Kapfenburg. Leży na północnym przedpolu Jury Szwabskiej, nad rzeką Jagst, ok. 10 km na północny wschód od Aalen, przy drodze krajowej B29, autostradzie A7 i linii kolejowej Aalen–Nördlingen.